# Festival international du film Andreï Tarkovski

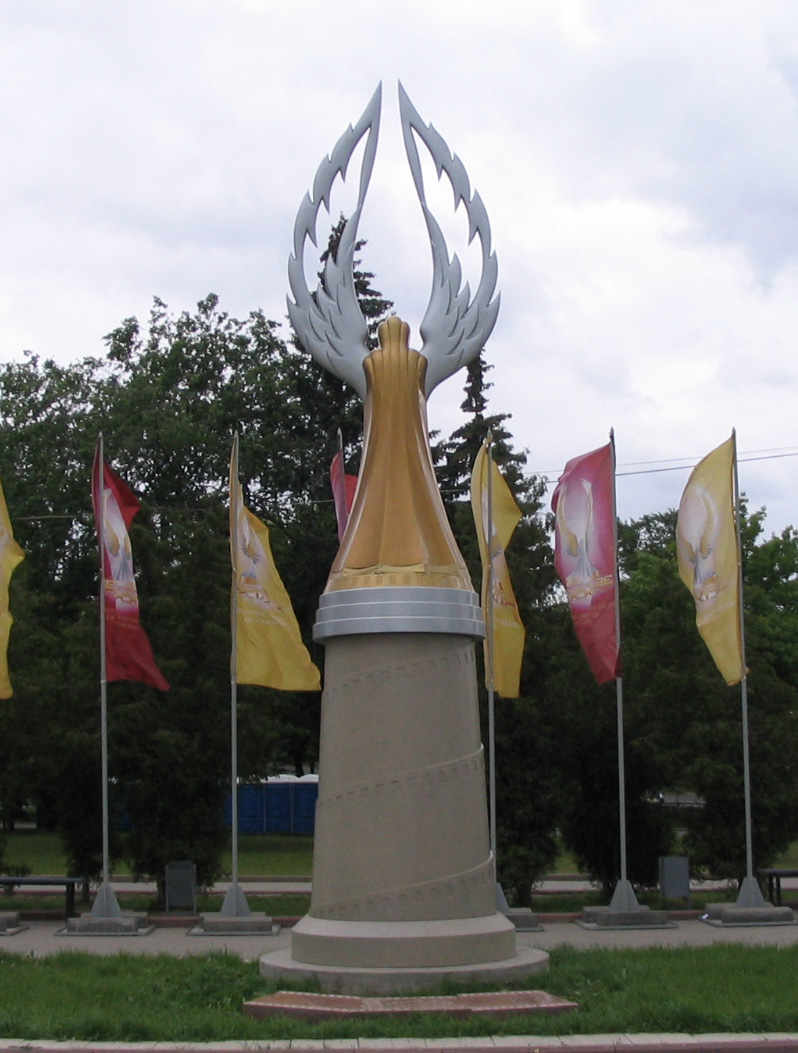
Stèle commémorative sous la forme de l'ancien symbole de l'IFF "Miroir" (2007-2012)

Le Festival international du film Andreï Tarkovski « Le miroir » est un festival du film annuel qui se tient dans la ville russe d'Ivanovo depuis 2007.

## Histoire
Le festival est créé en 2007 en l'honneur du 75e anniversaire de la naissance du réalisateur Andreï Tarkovskipar le gouvernement de l'oblast d'Ivanovo (département de la culture et du patrimoine culturel de la région d'Ivanovo), avec le soutien de l'administration du président de la fédération de Russie, la Douma d’État, le ministère de la Culture, le gouvernement de Moscou et l'Union des cinéastes de Russie.
En 2010, le réalisateur Pavel Lounguine est devenu président du Mirror IFF, remplaçant l'actrice Inna Tchourikova à ce poste.

## Comité d'organisation du festival
- Président du festival : le réalisateur Sergueï Bodrov
- Président du comité : Mikhail Men, gouverneur de la région d'Ivanovo (jusqu'en 2013)
- Directeur du programme du festival : 
  - Sergey Lavrentyev (2007-2010)
  - Alexey Medvedev (en 2011)
  - Andreï Plakhov (depuis 2012)[2]
- Organisateur du festival : Marina Tarkovskaïa (sœur d'Andreï Tarkovski)
- Producteur général : Konstantin Shavlovsky[3].

## Lauréats
Grand Prix - Pour le meilleur film de fiction : 
- 2007 : Drama / Mex de Gerardo Naranjo (Mexique)
- 2008 : Les Toits de Paris de Hiner Saleem (France)
- 2009 : Une pièce et demie d'Andreï Khrjanovski (Russie)
- 2010 : Fruit défendu de Dome Karukoski (Finlande)
- 2011 : The Musan Diaries de Park Junbom (Corée du Sud)
- 2012 : Dans la brume de Sergei Loznitsa (Ukraine)
- 2013 : Egg and Stone (Jidan he shitou) de Ji Huang (Chine)
- 2014 : The Tribe de Myroslav Slaboshpytskiy (Ukraine)
- 2015 : Paradise de Miaon Zhang (Chine)
- 2016 : Dark Beast de Felipe Guerrero (Colombie)
- 2017 : Tesnota de Kantemir Balagov (Russie)
- 2017 : I Am Not Madame Bovary (Je ne suis pas Pan Jinlian) de Feng Xiaogang (Chine)
- 2018 : Ne m'oubliez pas de Rama Nehari (Israël)
- 2019 : Une grande fille de Kantemir Balagov (Russie)
- 2020 : Nazir de Arun Kartik (Inde, Pays-Bas, Singapour)[4]
- (ru) Site officiel : programme 2022
- (ru) Site officiel : programme 2023